# Renanthera auyongii
Renanthera auyongii là một loài thực vật có hoa trong họ Lan. Loài này được Christenson miêu tả khoa học đầu tiên năm 1986.